# Donna Preston
Donna Preston (Iorque, 6 de junho de 1986) é uma atriz, comediante e escritora inglesa, conhecida por sua aparição como Desespero na série The Sandman, de Neil Gaiman, lançada na Netflix em 2022.

## Infância e educação
Preston nasceu em 6 de junho de 1986, em York, North Yorkshire, e estudou na Fulford School, em York. Ela frequentou o York College e depois se formou na Rose Bruford, em Londres.

## Carreira
Preston apareceu em diversos filmes e séries de televisão. Seu trabalho no cinema inclui Set the Thames on Fire (estrelado por Noel Fielding), Grimsby (estrelado por Sacha Baron Cohen), Dupla Explosiva (estrelado por Ryan Reynolds e Samuel L. Jackson) e Holmes & Watson (estrelado por Will Ferrell e John C. Reilly). Ela também emprestou regularmente sua voz para o Discovery Channel, BBC, ITV, E4, Amazon e Channel 4.
Em 2018, ela apareceu em Coronation Street, Animais Fantásticos: Os Crimes de Grindelwald, e teve um papel de destaque no programa Michael McIntyre's Big Show, realizando pegadinhas envolvendo improvisação com o público em geral.
Em 2019, Preston escreveu e co-produziu a série Fully Blown para o Comedy Threesomes da BBC Three, transmitida em 2019, que foi indicada ao Broadcast Digital Award de 2020. De 2019 a 2020, Preston estrelou como Tracey em Hey Tracey! no ITV2, ao lado de Joel Dommett, e apareceu em episódios de The Mash Report na BBC Two. Ela também participou de diversos esquetes de comédia online para o Channel 4.
Em 2020, ela apareceu em episódios de Famalam, da BBC Three, e no longa-metragem Love's Spell. Nesse mesmo ano, ela também foi finalista do Funny Women Awards de 2020 e participou do programa 8 Out of 10 Cats no Channel 4.
Em 2021, ela fez uma participação especial em Inside No. 9 e co-apresentou Apocalypse Wow! no ITV. Ela também apareceu como ela mesma em Dating NoFilter, CelebAbility e Strictly Come Dancing: It Takes Two, todos da televisão britânica. No mesmo ano, foi indicada a dois prêmios no Channel 4 National Comedy Awards, nas categorias de Melhor Performance Feminina de Entretenimento Cômico e Prêmio Revelação em Comédia.
Em 2022, ela interpretou Desespero na série de fantasia The Sandman, de Neil Gaiman, e Pat na sitcom Hard Cell, de Catherine Tate, ambas lançadas na Netflix.
Em 2023, ela interpretou Mrs. Sandwich em outro projeto de Gaiman, Good Omens, ao lado de sua colega de elenco de The Sandman, Crystal Yu.
Em 2024, ela reprisou seu papel como Desespero em mais um projeto de Neil Gaiman, chamado Garotos Detetives Mortos, e apareceu em Pickle Storm, uma nova comédia dramática infantil na CBBC.
Em abril de 2025, Preston entrou na casa do Celebrity Big Brother para participar como confinada da vigésima quarta temporada. Ela ficou em quarto lugar, atrás de Jojo Siwa, Danny Beard e Jack P. Shepherd.

## Filmografia

### Filme
| Ano  | Título                                        | Papel                   | Notas                                                  |
| ---- | --------------------------------------------- | ----------------------- | ------------------------------------------------------ |
| 2013 | Dirtymoney                                    | Andrea                  |                                                        |
| 2013 | Who Needs Enemies                             | Betty                   |                                                        |
| 2015 | Set the Thames on Fire                        | Fã do Pop Pop           |                                                        |
| 2015 | Áspero e Pronto                               | Sarah                   |                                                        |
| 2015 | Ator                                          | Diretor de Elenco       |                                                        |
| 2016 | Grimsby                                       | Fat Grimsby Lass        | Não creditado; também conhecido como Os Irmãos Grimsby |
| 2017 | Guest In London                               | Mulher policial         |                                                        |
| 2017 | O Guarda-Costas do Assassino                  | Colega de cela de Sonia |                                                        |
| 2017 | Judwaa 2                                      | Nancy                   |                                                        |
| 2018 | Animais Fantásticos: Os Crimes de Grindelwald | Circo Comère            | Não creditado                                          |
| 2020 | Loves Spell                                   | Claire                  |                                                        |
| 2021 | The Unfathomable Mr. Jones                    | Esposa do Prefeito      |                                                        |
| 2024 | Bad Tidings                                   | Sue                     |                                                        |

### Televisão
| Year      | Title                    | Role          | Notes                                         |
| --------- | ------------------------ | ------------- | --------------------------------------------- |
| 2018      | Coronation Street        | Den           | Episode #1.9488                               |
| 2019      | Relationshop             |               |                                               |
| 2019-2020 | Hey Tracey!              | Tracey        |                                               |
| 2020      | The Mash Report          | Alison Person | Episode #5.4                                  |
| 2020      | Famalam                  |               |                                               |
| 2021–2022 | Nasty Neighbours         | Various       | 9 episodes                                    |
| 2021–2022 | Apocalypse Wow           | The Mistress  | 12 episodes                                   |
| 2021      | Inside No. 9             | Bev           | Episode: "Hurry Up and Wait"                  |
| 2022      | Hard Cell                | Fat Pat       | 6 episodes                                    |
| 2022      | The Sandman              | Despair       | Episode: "The Doll's House"                   |
| 2023      | Good Omens               | Mrs. Sandwich | 3 episodes                                    |
| 2023      | Big Brother: Late & Live | Herself       | Celebrity Houseguest (Week 4)                 |
| 2023      | Brassic                  | Julie         | Episode: "Sweet Sixteen"                      |
| 2024      | Dead Boy Detectives      | Despair       | Episode: "The Case of the Very Long Stairway" |
| 2024      | Pickle Storm             | Lystra Storm  | 10 episodes                                   |
| 2025      | Celebrity Big Brother    | Herself       | Housemate; series 24                          |
| 2025      | The Sandman              | Despair       | TBA                                           |

## Links externos
- Donna Preston. no IMDb.